# Campionati europei di ciclismo su pista 2024 - Corsa a punti femminile
La corsa a punti femminile ai Campionati europei di ciclismo su pista 2024 si svolse l'13 gennaio 2024 presso l'Omnisport Apeldoorn di Apeldoorn, nei Paesi Bassi.

## Risultati
La gara si è corsa sulla distanza di 100 giri (25 km), con 10 sprint.
| Pos. | Atleta                 | Nazione       | Punti giro | Punti sprint | Ordine d'arrivo | Punti totali |
| ---- | ---------------------- | ------------- | ---------- | ------------ | --------------- | ------------ |
| 1    | Lotte Kopecky          | Belgio        | 20         | 36           | 3               | 56           |
| 2    | Anita Stenberg         | Paesi Bassi   | 20         | 22           | 1               | 42           |
| 3    | Jarmila Machačová      | Rep. Ceca     | 20         | 14           | 8               | 34           |
| 4    | Lara Gillespie         | Irlanda       | 0          | 11           | 6               | 11           |
| 5    | Wiktoria Pikulik       | Polonia       | 0          | 11           | 8               | 11           |
| 6    | Marit Raaijmakers      | Paesi Bassi   | 0          | 10           | 5               | 10           |
| 7    | Clara Copponi          | Francia       | 0          | 9            | 11              | 9            |
| 8    | Argyro Milaki          | Grecia        | 0          | 6            | 2               | 6            |
| 9    | Alberte Greve          | Danimarca     | 0          | 4            | 3               | 4            |
| 10   | Sophie Lewis           | Gran Bretagna | 0          | 4            | 13              | 4            |
| 11   | Silvia Zanardi         | Italia        | 0          | 2            | 4               | 2            |
| 12   | Lena Charlotte Reißner | Germania      | 0          | 2            | 10              | 2            |
| 13   | Eukene Larrarte        | Spagna        | 0          | 0            | 7               | 0            |
| 14   | Daniela Campos         | Portogallo    | 0          | 0            | 9               | 0            |
| 15   | Jasmin Liechti         | Svizzera      | –20        | 0            | 15              | –20          |
| 16   | Arina Korotieieva      | Ucraina       | –40        | 0            | -               | ritirata     |
| 17   | Nora Jenčušová         | Slovacchia    | –60        | 0            | -               | ritirata     |
|      | Leila Gschwentner      | Austria       | 0          | 0            | -               | ritirata     |
|      | Olivija Baleišytė      | Lituania      | 0          | 0            | -               | ritirata     |